# Gagrella thorelli
Gagrella thorelli is een hooiwagen uit de familie Sclerosomatidae.